# Erythronium japonicum
Erythronium japonicum är en liljeväxtart som beskrevs av Joseph Decaisne. Erythronium japonicum ingår i Hundtandsliljesläktet och i familjen liljeväxter. Inga underarter finns listade.

## Bildgalleri

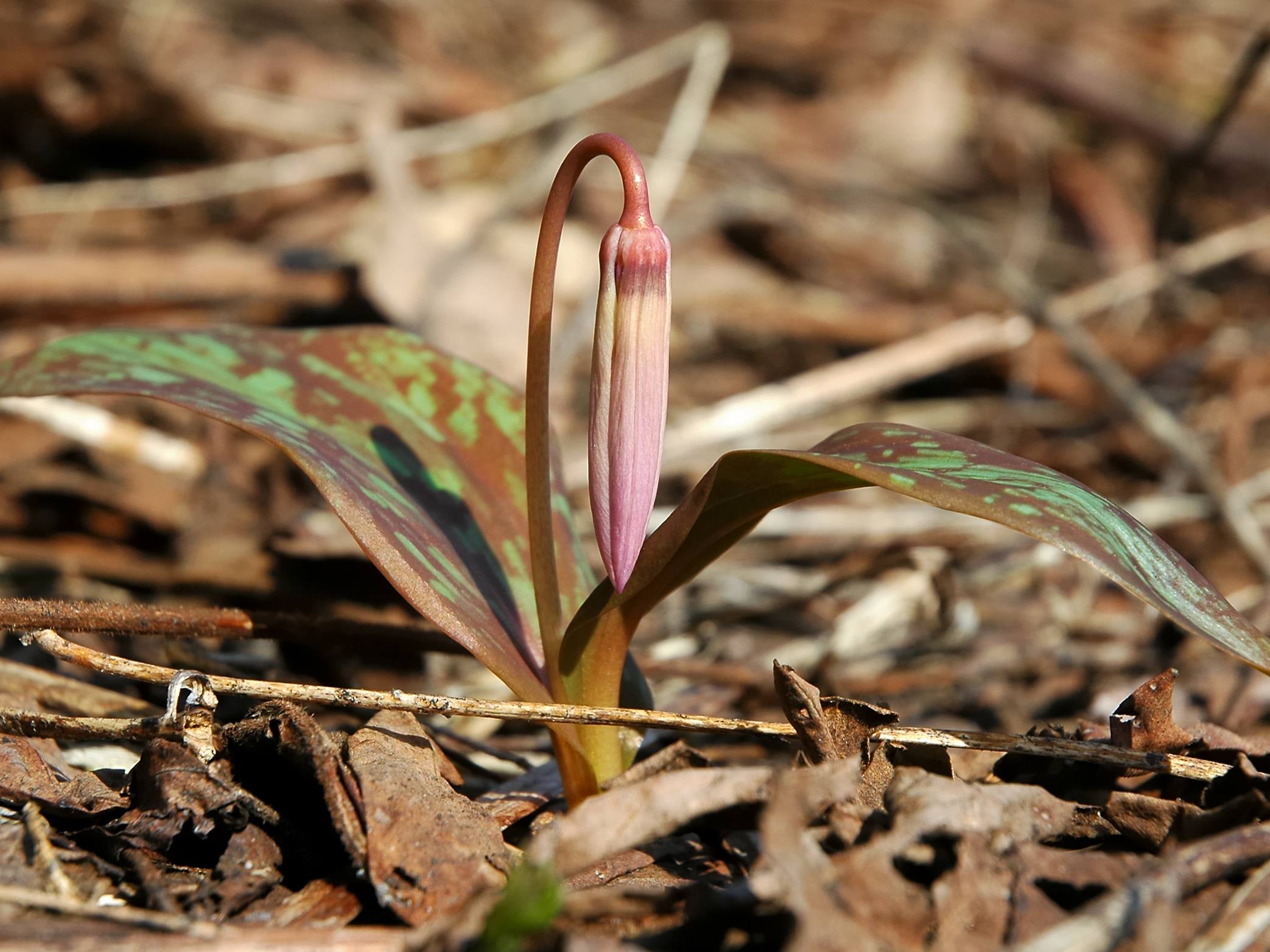
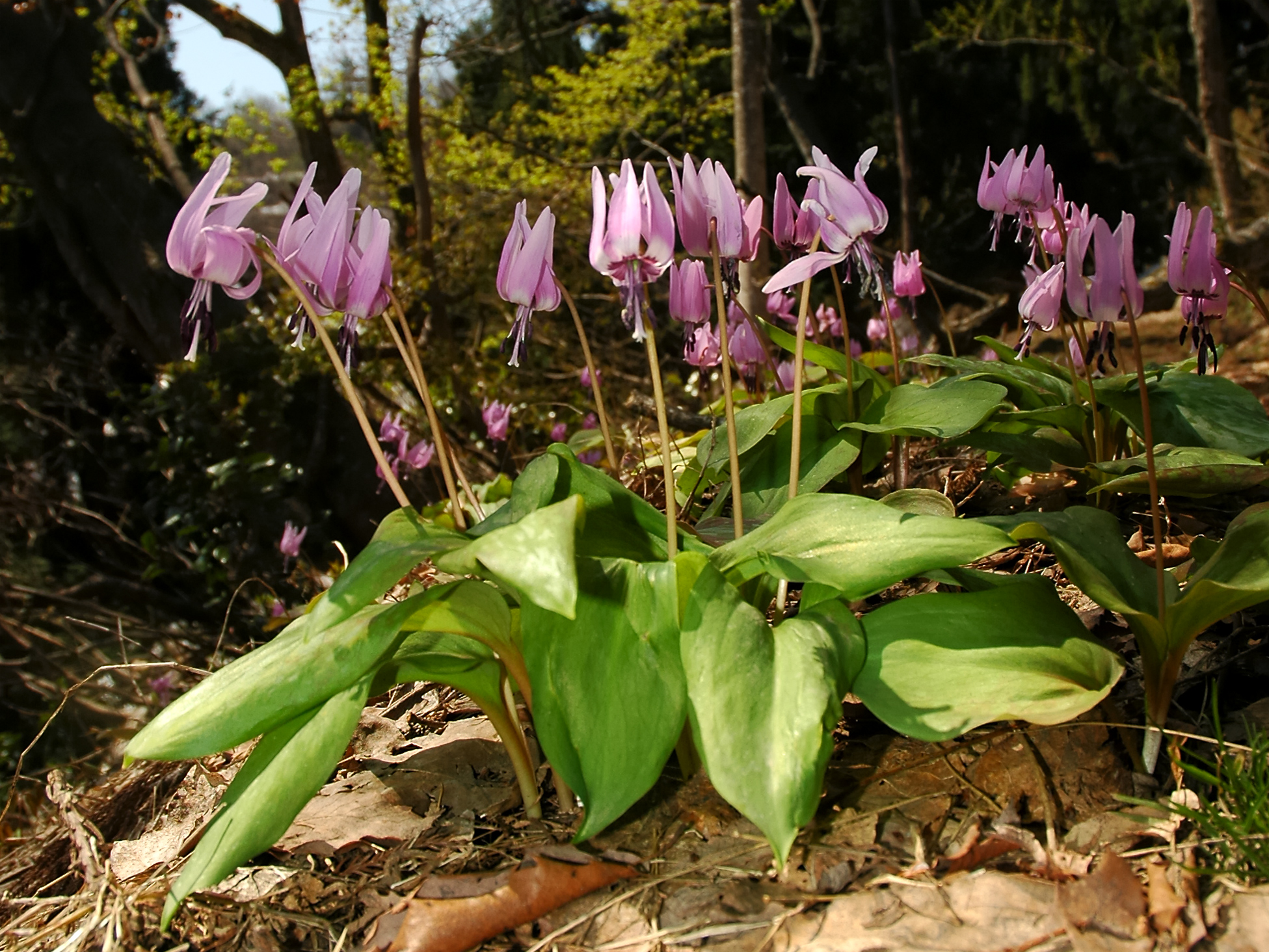
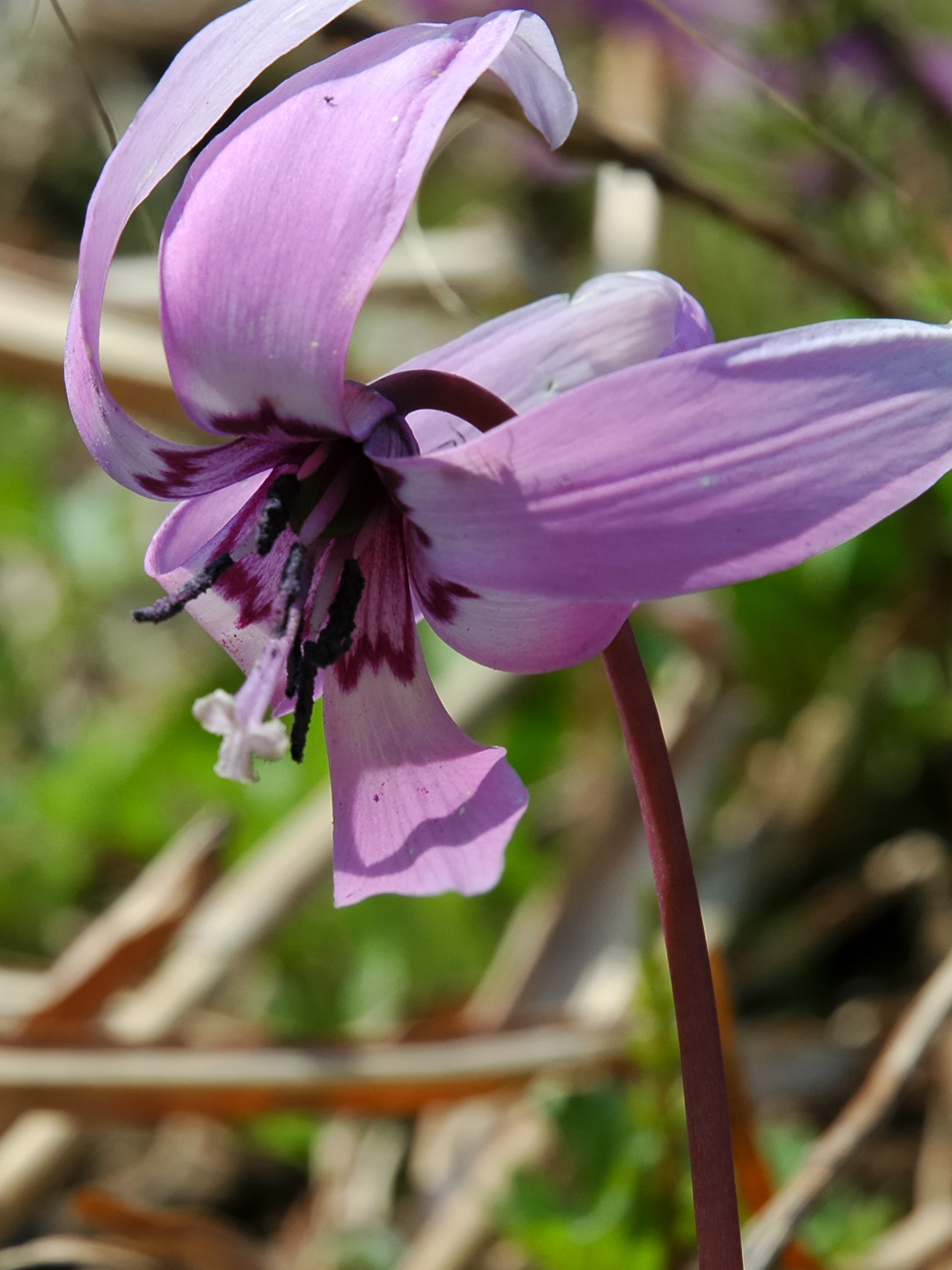